# Michael Formanek
Michael Formanek est un contrebassiste et compositeur de jazz américain, né le 7 mai 1958 à San Francisco, en Californie.

## Carrière
Formanek a fait ses études à l'Université d'État de Californie. Il commence sa carrière musicale dans les années 1980 en jouant aux côtés de Freddie Hubbard, Joe Henderson, Dave Liebman, Fred Hersch, entre autres. En 1990, il enregistre son premier album Wide Open Spaces en tant que compositeur, avec Greg Osby au saxophone, Mark Feldman au violon, Wayne Krantz à la guitare et Jeff Hirshfield à la batterie ; son second album en 1992 Extended Animation est créé avec le même ensemble, à l'exception de Tim Berne qui remplace Osby au saxophone et qui va devenir un de ses partenaires les plus marquants dans les années suivantes.

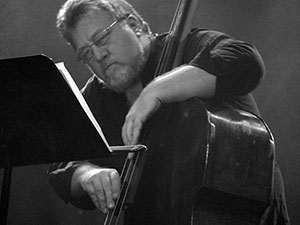
Michael Formanek. Photo Hreinn Gudlaugsson

En 1998, Formanek enregistre en duo avec Berne Ornery People, puis en solo Am I Bothering You?. Il joue en tournée à travers les États-Unis avec le quartet du batteur Gerry Hemingway. Il va enregistrer dans les années 2000 aux côtés de Jane Ira Bloom, Uri Caine, James Emery, Lee Konitz, Kevin Mahogany, le Mingus Big Band, Scott Fields, le New York Jazz Collective, Daniel Schnyder et Jack Walrath. Il est également membre du trio Lafayette Gilchrist,.
En 2016, il enregistre The distance avec l'Ensemble Kolossus, un grand orchestre où il rassemble dix-huit musiciens 
Il enseigne au Peabody Conservatory of Music ((en) Peabody Conservatory of Music (en)) de Baltimore, dans le Maryland.

## Discographie
- Wide Open Spaces (Enja Records, 1990)
- Extended Animation (Enja Records, 1992), avec Mark Feldman, Vic Firth, Jeff Hirshfield, Wayne Krantz, Greg Osby
- Loose Cannon (Soul Note, 1993), avec Tim Berne, Mark Feldman, Jeff Hirshfield, Wayne Krantz
- Low Profile (Enja Records, 1994), avec Tim Berne, Salvatore Bonafede, Dave Douglas, Marty Ehrlich, Frank Lacy, Marvin Smitty Smith
- Nature of the Beast (Enja Records, 1996), avec Tim Berne, Jim Black, Dave Douglas, Tony Malaby, Chris Speed, Steve Swell
- Ornery People (Little Brother, 1998) avec Tim Berne
- Am I Bothering You?, album solo (Screwgun, 1999)
- The Rub and Spare Change (2010, ECM) avec Craig Taborn, Tim Berne et Gerald Cleaver[4]
- Small Places (2012, ECM) : Tim Berne (saxophone alto), Craig Taborn (piano), Michael Formanek (contrebasse), Gerald Cleaver (batterie et shruti box) ; enregistré en décembre 2011 à New York
- The Distance (2016, ECM), avec l'Ensemble Kolossus (Loren Stillman, Oscar Noriega, Chris Speed, Brian Settles, Tim Berne, Dave Ballou, Ralph Alessi, Shane Endsley, Kirk Knuffke, Alan Ferber, Jacob Garchik, Ben Gerstein, Jeff Nelson, Patricia Brennan, Mary Halvorson, Kris Davis, Tomas Fujiwara, Mark Helias)[5],[6]
- 2021 Imperfect Measures[7] en solo chez Intakt
- 2023 As Things Do[8] chez w:en:Intakt Records